# National Competition
La National Competition (nommée à l'origine National Zonal Competition) est la division la plus élevée de rugby à XIII de Nouvelle-Zélande organisée par  New Zealand Rugby League. Elle a remplacé en 2010 la Bartercard Premiership (en) suivant un avis du Sparc et une restructuration de la New Zealand Rugby League. Sept équipes jouent dans cette compétition, représentant chacune une province. Les provinces sont : Northland, Auckland, Counties Manukau, Upper Central, Mid Central, Wellington et Southern.
Les équipes séniors jouent pour gagner le Trophée Albert Baskerville, dont le nom vient d'Albert Baskerville, l'organisateur de la tournée des All Golds en 1907-1908. Les moins de 17 ans jouent pour la Coupe Mark Graham, dont le nom vient de Mark Graham, le joueur néo zélandais de rugby à XIII du siècle. Les moins de 15 ans jouent pour la Coupe Nathan Cayless, dont le nom vient de Nathan Cayless, le seul capitaine à avoir gagné la Coupe du monde de rugby à XIII pour la Nouvelle-Zélande.

## Equipes
| Équipe                     | Entraineur en 2010 | Stade                                                                               |
| -------------------------- | ------------------ | ----------------------------------------------------------------------------------- |
| Northland Swords           | Joe Rau            | Lindvart Park, Kaikohe Jubilee Park, Whangarei Okara Park, Whangarei                |
| Auckland Pride             | Brent Gemmell      | Mount Smart Stadium, Auckland Cornwall Park Stadium, Auckland                       |
| Counties Manukau Stingrays | Rusty Matua        | Bruce Pulman Park, Papakura                                                         |
| Waicoa Bays Stallions      | Tahe Morunga       | Resthills Park, Hamilton Blake Park, Tauranga Puketawhero Park, Rotorua             |
| Central Vipers             | Mike Graham        | Clifton Park, Waitara Arena Manawatu, Palmerston North Yarrow Stadium, New Plymouth |
| Wellington Orcas           | Trevor Clark       | Fraser Park, Wellington Porirua Stadium, Porirua                                    |
| South Island Scorpions     | Brent Stuart       | Rugby League Park, Christchurch                                                     |

## Saisons
| Année | Trophée Albert Baskerville | Score | Score | Vaincu                 | Minor Premiers | Wooden Spoon    | Coupe Mark Graham | Coupe Nathan Cayless |
| ----- | -------------------------- | ----- | ----- | ---------------------- | -------------- | --------------- | ----------------- | -------------------- |
| 2010  | Auckland                   | 14    | 6     | Counties Manukau       | Auckland       | Northern Swords | Counties Manukau  | Counties Manukau     |
| 2011  | Auckland Pride             | 44    | 34    | South Island Scorpions | Auckland Pride | Northern Swords | Auckland Pride    | Auckland Pride       |
| 2012  |                            |       |       |                        |                |                 |                   |                      |

## Liens
- (en) Site officiel